# Museu d'Història Natural de Zimbàbue
El Museu d'Història Natural de Zimbàbue és un museu d'història natural de Bulawayo, Zimbàbue, a l'avinguda Leopold Takawira. Obert oficialment el 1964, el museu conté exposicions per il·lustrar la història del país, la riquesa mineral i la fauna, incloent el segon elefant muntat més gran del món.